# Okehampton
Okehampton è un paese di 5 846 abitanti della contea del Devon, in Inghilterra.